# Еміль ван Ерменґем
Еміль ван Ерменґем (фр. Émile Van Ermengem, повне ім'я Еміль П'єр Марі ван Ерменґем, фр. Émile Pierre Marie Van Ermengem; 15 серпня 1851, Левен — 29 вересня 1932, Іксель) — бельгійський бактеріолог, професор, відомий відкриттям збудника ботулізму та ботулінічного токсину.

## Біографія
Отримав ступінь доктора медицини в Левенському католицькому університеті в 1875 році. Розпочав свою медичну кар'єру в Берлінському університеті у Роберта Коха. Там багато займався проблемами холери.
Після перебування в Берліні та в різних лабораторіях Парижа, Лондона, Единбурга і Відня його призначено професором кафедри гігієни та бактеріології у Гентського університету.
З 1919 року був постійним секретарем Королівської бельгійської академії медицини, так як був обраний дійсним членом цієї академії.
У Ван Ерменґема було два сини — письменник і критик Франц Елленс і поет, художник і мистецтвознавець Франсуа Маре.

### Історія відкриття ботулотоксину і збудника ботулізму
Припущення про наявність збудника, що спричиняв так звані «ковбасні отруєння» при розвитку в анаеробних умовах, та продукування ним якоїсь отрути вперше зробив німецький лікар Юстинус Кернер, який провів ґрунтовні дослідження і описав їх
14 грудня 1895 р. у бельгійському місті (тоді селищі з 4 тис. жителів) Еллецельсі виник екстраординарний спалах ботулізму. Музиканти місцевого духового оркестру фр. «Fanfare Les Amis Réunis», дос. «Хор вірних друзів — сурмачів» грали на похоронах 87-річного місцевого жителя Антуана Кретьє і, як це було прийнято, зібралися в готелі «Півник». Тридцять чотири особи разом їли мариновану та копчену шинку. Після їжі музиканти швидко занедужали й помітили в себе двоїння предметів перед очима, порушення ковтання і мовлення, розширення зіниць, і, в подальшому, розвиток м'язового паралічу. Троє з них (наймолодші, віком 15-21 року) загинули. Із залишків шинки, а також з селезінки і товстого кишечнику одного з померлих ван Ерменґем вперше виділив збудника — анаеробні спорові бацили, наразі відомі як Clostridium botulinum. Він також довів, що токсичні властивості шинки, яка спричинила захворювання, зумовлені отрутою, яку виділяв відкритий ним мікроорганізм, що він успішно довів в експериментах на численних тваринах. Ван Ерменґем зробив висновок, що зростання збудника в шинці відбулося саме в період її копчення. Він своєю дослідницькою роботою вперше довів, що ботулізм  — це все ж таки отруєння, а не пряме втручання збудника. Ван Ерменґем стверджував, що токсин виробляє в харчових продуктах бактерія, і цього не відбувається, якщо концентрація солі висока. Він довів, що після перорального прийому токсин не інактивує нормальний процес травлення, що цей токсин не стійкий до впливу тепла, і що не всі види тварин однаково сприйнятливі до токсину. Ван Ерменґем назвав бактерію як Bacillus botulinus. У 1897 р. він опублікував свої висновки.